# Paraxestia
Paraxestia är ett släkte av fjärilar. Paraxestia ingår i familjen nattflyn.
Kladogram enligt Catalogue of Life:
| Paraxestia | \| \| Paraxestia flavicaudata \| \| \| \| \| \| Paraxestia ochrothrix \| \| \| \| |
|            | \| \| Paraxestia flavicaudata \| \| \| \| \| \| Paraxestia ochrothrix \| \| \| \| |
|            | Paraxestia flavicaudata                                                           |
|            |                                                                                   |
|            | Paraxestia ochrothrix                                                             |
|            |                                                                                   |